# Neosimbolisme
El neosimbolisme va ser un corrent literari originat arran del simbolisme. La seva aparició va tenir lloc a Catalunya; una de les persones significatives al món de la literatura catalana que ho va utilitzar va ser Mercè Rodoreda i Gurguí.